# سانگاگیری
سانگاگیری (به انگلیسی: Sankagiri) یک منطقهٔ مسکونی در هند است که در بخش سیلم (هند) واقع شده‌است. سانگاگیری ۲۹٬۴۶۷ نفر جمعیت دارد و ۲۷۱ متر بالاتر از سطح دریا واقع شده‌است.